# Явойш, Вадим
Вади́м Я́войш (латыш. Vadims Javoišs; 19 апреля 1984, Рига, Латвийская ССР, СССР) — латвийский футболист, защитник.

## Биография
Воспитанник юношеского футбольного центра «Сконто».
С 2001 года — в составе ФК «Сконто». Однако за 2 года в основе не появился ни разу, всё время выступал за дубль. В начале 2003 года перешёл в «Вентспилс», но вскоре был отдан в аренду тартускому «Меркууру». По возвращении в «Вентспилс» в 2004 году, выступал в течение года за дублирующий состав.
В начале 2005 года Вадим Явойш, как игрок «Вентспилс-2», попал в новообразованный «Олимп», в составе которого дебютировал в Высшей лиге Латвии. Перед сезоном 2006 года поехал на просмотр в Турцию, но не получив достойного предложения вернулся обратно. В основной состав «Вентспилса» ему попасть вновь не удалось, зато на правах аренды перешёл в футбольный клуб «Рига».
После окончания чемпионата Вадим Явойш не пожелал остаться в аренде на второй год, но «Вентспилс» запрашивал слишком большую сумму за него. Поэтому, когда футболисту исполнилось 23 года, он на правах свободного агента уехал в Армению и заключил контракт на сезон 2007 года с ереванским «Улиссом».
На следующий год Вадим Явойш вернулся в Латвию и присоединился к команде-дебютанту высшей лиги Латвии «Виндаве».
В январе 2009 года футбольный клуб «Виндава» отказался от участия в высшей лиге Латвии, а Вадим Явойш вместе с Романом Беспаловым отправились на просмотр в один из клубов Румынии.
Вскоре Вадим Явойш присоединился к «Веен Висбадену», но, так и не сыграв за немецкий клуб ни одной игры, летом того же года перешёл в ирландский «Дандолк».
В августе 2009, во время трансферного периода, вернувшись на родину, присоединился к «Юрмале», в составе которого доиграл сезон до конца.
В феврале 2010 года Вадим Явойш побывал на просмотре в резекненской «Блазме», где хорошо себя зарекомендовал, а на протяжении чемпионата провёл несколько матчей в качестве капитана команды. После отказа «Блазмы» участвовать в Высшей лиге Латвии, Вадим Явойш в начале 2011 года вновь перешёл в «Юрмалу».